# Adolf Freund
Adolf Freund (* 27. Februar 1893 in Dickershausen im Schwalm-Eder-Kreis; † 6. Mai 1980 in Homberg (Efze)) war ein deutscher Maurermeister und sozialdemokratischer Politiker.

## Leben
Adolf Freund wurde als Sohn des Knechts Johann Conrad Freund und dessen Ehefrau Anna Martha Trieschmann geboren, absolvierte nach dem Besuch der Volksschule eine Maurerlehre und begab sich in Westfalen und im Rheinland auf Wanderschaft. 1913 musste er Militärdienst leisten und war von 1914 bis 1918 Kriegsteilnehmer. Als Soldat der Infanterie wurde er dreimal verwundet (Verleihung des Eisernen Kreuzes II. Klasse). Nach dem Krieg übernahm er (Meisterprüfung 1927) das Baugeschäft seines Schwiegervaters. Er war politisch engagiert, trat 1920 in die SPD ein. 1929 wurde er Mitglied des Reichsbanners Schwarz-Rot-Gold, 1924 durch SPD, Zentrum und DDP gegründet.
1931 wurde er wegen der Teilnahme an einer verbotenen Versammlung zu drei Monaten Gefängnis verurteilt. 1933 erhielt er ein Mandat für den 65. und letzten Kurhessischen Kommunallandtag des preußischen Regierungsbezirks Kassel bzw. für den Provinziallandtag der Provinz Hessen-Nassau, nahm aber das Mandat nicht an. Beide Parlamente wurden noch im selben Jahr durch die Nationalsozialisten aufgelöst. Im April 1933 wurde er in Schutzhaft genommen und kam in das Arbeitslager Breitenau. Im Oktober 1933 kam er im ehemaligen Landerziehungsheim Walkemühle bei Melsungen erneut in Schutzhaft und wurde 1936 wegen „Beihilfe zur Vorbereitung eines hochverräterischen Unternehmens“ zu sechs Monaten Gefängnis verurteilt. Im März 1944 kam er wieder in Schutzhaft. Nach dem Krieg wurde er Erster Beigeordneter in Wernswig und hatte von 1946 bis 1964 einen Sitz im Kreistag des Schwalm-Eder-Kreises.

### Familie
Am 3. Mai 1919 heiratete er in Caßdorf Catharina Elisabeth Köhler (1890–1974), mit der er den Sohn Paul (später Bauunternehmer) hatte.